# Podgozd, Žužemberk
Podgozd este o localitate din comuna Žužemberk, Slovenia, cu o populație de 89 de locuitori.